# Hamilton Challenger 2002
L'Hamilton Challenger 2002 è stato un torneo di tennis facente parte della categoria ATP Challenger Series nell'ambito dell'ATP Challenger Series 2002. Il torneo si è giocato a Hamilton in Nuova Zelanda dal 18 al 24 marzo 2002 su campi in cemento.

## Vincitori

### Singolare
Brian Vahaly ha battuto in finale  Louis Vosloo con il punteggio di 6–2, 5–7, 6–4

### Doppio
Jaymon Crabb /  Peter Luczak hanno battuto in finale  Yves Allegro /  Justin Bower con il punteggio di 7–5, 6–4